# Jesper Storm
Jesper Storm (født 23. juli 1982) er en dansk tidligere håndboldspiller, der har spillet for Århus GF og KIF Kolding i Håndboldligaen.
Han stoppede karrieren i januar 2009 på grund af dårlig ryg.